# Casa de Babenberg
Originalmente de Bamberg en Franconia, actualmente al norte de Baviera, los Babenberg rigieron Austria como condes y duques desde 976 hasta 1248, antes de la ascensión de la casa de Habsburgo.

## Orígenes de la familia
El ancestro más antiguo conocido de la familia Babenberg es Poppo, quien al principio del siglo IX era conde en Grapfeld, una región entre las actuales Hesse y Turingia. Uno de sus hijos, Enrique, algunas veces llamado marqués y duque de Franconia, cayó peleando contra los normandos en 886; otro, Poppo II, fue marqués de Turingia desde 880 hasta 892, cuando fue depuesto por el rey carolingio alemán Arnulfo de Carintia.

## Escudo
El escudo de los Babenberg contiene los colores rojo-blanco-rojo en franjas horizontales. Ha dado origen a la bandera de Austria, que se utiliza desde el siglo XII. Dice la leyenda que el conde Leopoldo V Babenbrg Donat, perteneciente a esa familia, llevaba un manto blanco en la conquista de Acre durante la Tercera Cruzada. Al retornar al campamento tras la batalla, el manto estaba rojo de sangre. El manto seguía siendo blanco solamente debajo del ancho cinturón, el manto seguía siendo blanco. A partir de ese momento —sigue diciendo la leyenda— los Babenberg adoptaron el escudo en esos colores.

## Soberanos de la casa de Babenberg

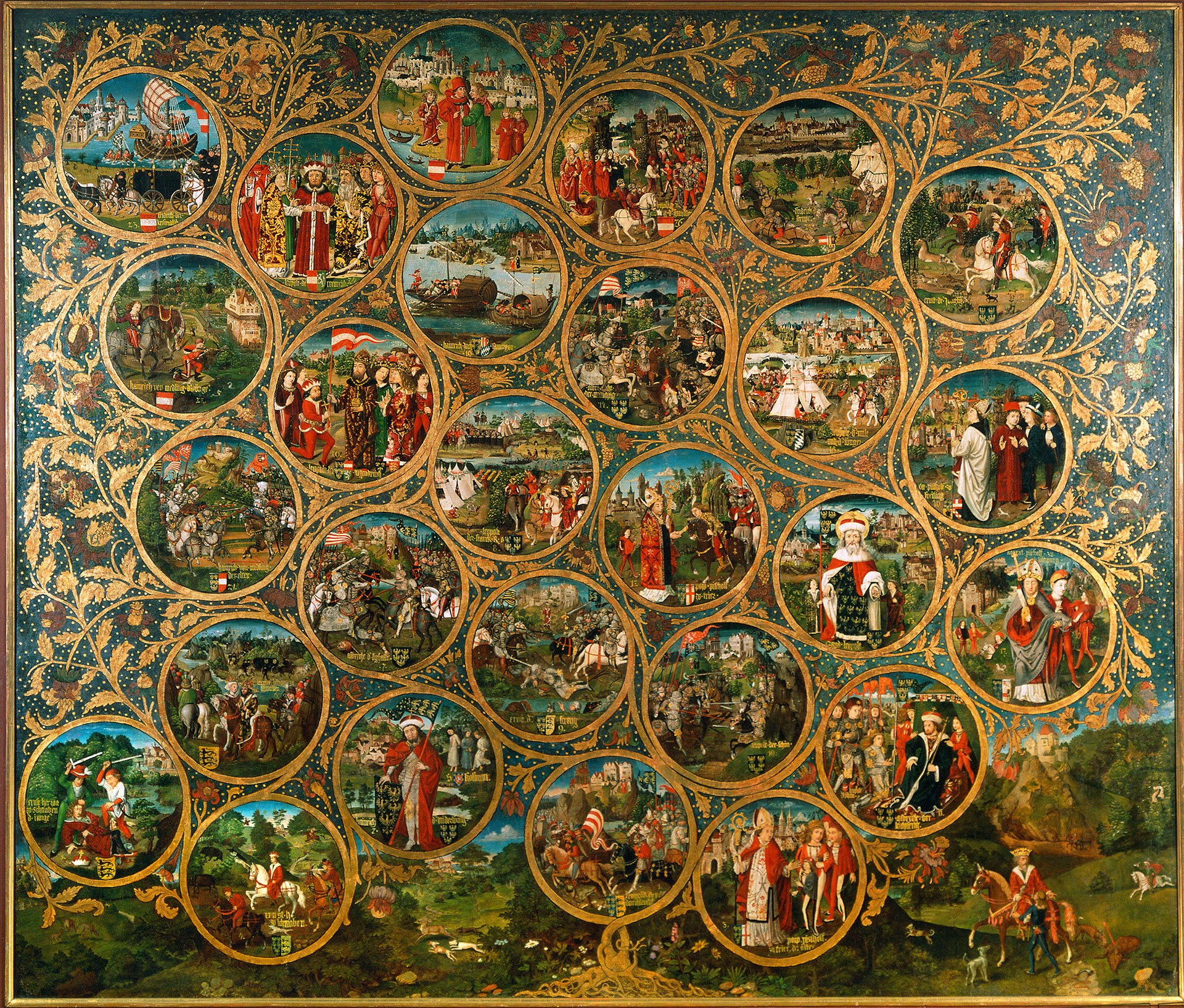
Árbol genealógico de los Babenberg.

Los titulares de la casa de Babengerg han sido los siguientes:
- Marca independiente del ducado de Baviera:

- Leopoldo I (976-994)
- Enrique I (994-1018)
- Adalberto (1018-1055)
- Ernesto (1055-1075)
- Leopoldo II (1075-1095)
- Leopoldo III, llamado san Leopoldo (1095-1136)
- Leopoldo IV (1136-1141) (duque de Baviera, 1139-1141)

- Ducado de Austria (desde 1156):

- Enrique II Jasomirgott (1141-1177) (Duque de Baviera, 1143-1156)
- Leopoldo V (1177-1194)
- Federico I (1195-1198)
- Leopoldo VI (1198-1230)
- Federico II el Belicoso (1230-1246)